# Auburn (Georgia)
Auburn è una città degli Stati Uniti d'America, situata in Georgia, nella Contea di Barrow e in parte nella Contea di Gwinnett.